# Kosovel
Kosovel [kósovel] in redkeje [kosovél] je priimek več znanih Slovenk in Slovencev:
- Anton Kosovel (1860–1933), učitelj, prosvetnokulturni delavec, zborovodja
- Attilio Kossovel (1909–1982), nogometaš, trener
- Blaž Kosovel (* 1981), raziskovalec, urednik, publicist, (dokumentarni) filmski ustvarjalec
- Franjo Kosovel (1906–1990), arhitekt, profesor
- Ivan Kosovel - Sergente (1912–1943), komunist, narodni heroj
- Ivan Kosovel (1952–2000), filozof, pedagoški publicist
- Josip Kosovel (1901–1963), prosvetni delavec, urednik, knjižničar v Trstu
- Jožef Kosovel (1858–1949), duhovnik, narodni delavec
- Karmela Kosovel (1899–1990), pianistka
- Miha Kosovel (* 19??), predsednik Društva humanistov Goriške
- Srečko Kosovel (1904–1926), pesnik, kritik, publicist
- Stano Kosovel (1895–1976), pesnik, novinar
- Tatjana Kosovel, zdravstvena delavka, političarka
- Valentin Kosovel (1856–1925), skladatelj, zborovodja